# Покатигорошек (персонаж)
Покатигорошек, Катигорошек, Иван-Горошко (бел. Пакацігарошак, укр. Котигорошко) — легендарный богатырь Киевской Руси, встречающийся в украинских и белорусских народных сказках.
Сюжетную линию сказок с этим героем составляет борьба богатыря Покатигорошка со змеем. У восточнославянских народов существуют и другие сказки с подобным сюжетом; аналогичная сказка, «Перчик» (серб. Биберче, Biberče) присутствует в сербском и боснийском фольклоре.  В чувашском фольклоре такой же персонаж называется Качикруш-паттар, но борется он не со змеем, а с дьяволом (шайтаном). 

## Исследования

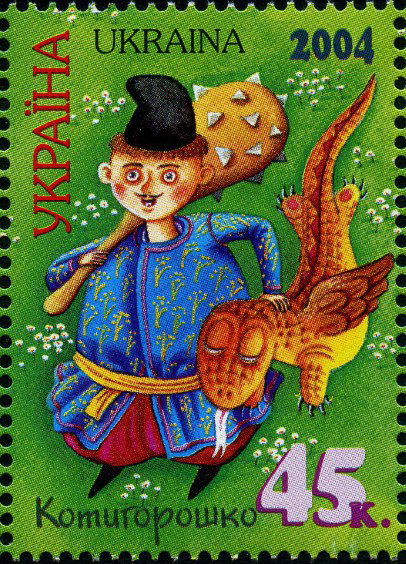
Катигорошек на почтовой марке Украины

А. Н. Афанасьев в труде «Поэтические воззрения славян на природу» исходил из признанной позднее не верной связи слова горох со словами грохот, грохотать. По мнению Афанасьева, Покатигорошек олицетворяет память о боге грозы:

«Назван он так потому, что рождается от горошины. Идёт мать его царица по воду, только зачерпнула ведром — как катится по дороге горошинка и прямо в ведро; взяла царица горошинку и проглотила, и вот разбухло у ней во чреве зерно, сделалась она беременна и родила сына. Ещё дитятею узнаёт он, что сестру его схватил змей и унёс на крыльях вихря в горы, а старших братьев насмерть побил. Покатигорошек велит кузнецам сковать себе семипудовую булаву и, пробуя её крепость, бросает за облака: словно гром загремел — понеслась булава высоко-высоко в поднебесье и скрылась из глаз; через два часа на третий назад вернулась. Когда она падала, Покатигорошек подставил ей навстречу своё колено (или руку) — и булава погнулася. С этою булавою и выступает он против змея».

Б. А. Рыбаков в книге «Язычество древних славян» связывает царя Гороха и Покатигорошка с памятью о нападениях кочевников, принёсших с собой культуру обработки железа:

«Покати-Горох — пахарь, рождённый в большой семье; ему и его братьям приходится пахать на себе, без коня или волов: „сами запряглись и поехали орать“. Действует богатырь после успешного нападения Змея, пленившего братьев и сестёр богатыря. <…> Он пешим бьётся с конным врагом. Сквозь сказку проходит противопоставление медных вещей железным. Всё архаичное — медное, всё новое — железное. И у Змея, владельца конных табунов, есть большие запасы железа. <…> Богатырь-Горох похож на племенного вождя: испытания, которым он подвергается, засвидетельствованы для народов Европы; он, например, должен объездить коня, перепрыгнуть через 12 коней. Таким испытаниям подвергались раннесредневековые конунги. Время Царя-Гороха — это, очевидно, время первых киммерийских наездов, когда не укреплённые ещё поселения чернолесских племён были сожжены первыми нападениями степняков около X века до н. э».

Данная гипотеза, однако, не была доказана.

## Некоторые факты
- В сказке из сборника А. Н. Афанасьева вместо подземных духов действуют три змея и их мать (Покатигорошек отдаёт ей двух других богатырей, чтобы самому спастись). Эта версия больше похожа на известный сказочный сюжет про бой на Калиновом мосту.
- Покатигорошек похож на сказочного героя Сосну-богатыря, который также спускается в подземное царство и встречает тех же богатырей.
- Выражение «при царе Горохе» отсюда, ибо он легендарный персонаж, а не просто сказочный.
- В русской легенде, часто толкуемой как сказка, он рождается от девы, съевшей горошину (оттого Горох и появился).
- Горох-царь правил мудро, оттого и «горохов» (то есть, золотой) век при нём был, как говорят люди.
- В тех вариантах, где его заменяет Сосна-богатырь, упоминается и царь Овёс.
- Непременный атрибут Покатигорошка — его оружие: булава (ею он вбивает змея в землю, ею же расправляется с прочими врагами). Финалом сказки в большинстве её вариантов является женитьба Покатигорошка на спасённой им царевне.

## Происхождение
Сюжет о герое — победителе змея (АТ 300) очень старый, известен в индо-иранской среде (сказание о Фаридуне и Заххаке). Исследователи В. Иванов и В. Топоров считают его основным мифом индоевропейской культуры.

## Адаптации
- В 1942 году по мотивам «Перчика» югославским комиксистом русского происхождения Юрием (Джордже) Лобачёвым был нарисован одноимённый комикс, опубликованный в журнале «Коло». Впоследствии комикс переиздавался несколько раз, в том числе и в виде отдельной книги в 1951 году[9].

Экранизации сказки
- «Катигорошек» — советский мультфильм, выпущенный в 1970 году киностудией «Киевнаучфильм».
- «Летающий корабль» — советский фильм-сказка, выпущенный в 1960 году Киностудией им. Довженко.
- «Покатигорошек» — советский мультфильм, выпущенный в 1990 году киностудией «Беларусьфильм»[10].
- «Волшебный горох» — украинский мультфильм, выпущенный в 2008 году киностудией «Укранимафильм».

Оригинальный сюжет
- «Приключения Катигорошка и его друзей[укр.]» — украинский мультсериал, выпущенный в 2014 году киностудией «Укранимафильм».